# دشاشة
قرية دشاشة هي إحدى القرى التابعة لمركز سمسطا في محافظة بني سويف في جمهورية مصر العربية. حسب إحصاءات سنة 2006، بلغ إجمالي السكان في دشاشة 11844 نسمة، منهم 6057 رجل و5787 امرأة.